# Plan d'eau de Devesset
 (juillet 2024).
Le Plan d'eau de Devesset est un lac artificiel, situé sur la commune de Devesset, dans le département de l'Ardèche, proche de la source de l'Eyrieux et traversé par cette rivière. 

## Équipements
Une base nautique est aménagée sur ce plan d'eau, avec plage surveillée en juillet et en août, les après-midi. Plusieurs sports nautiques, tels que la voile, le kayak, ou l'aviron y sont possible. D'autres sports sont également proposés, comme la randonnée, le golf, ou le VTT.

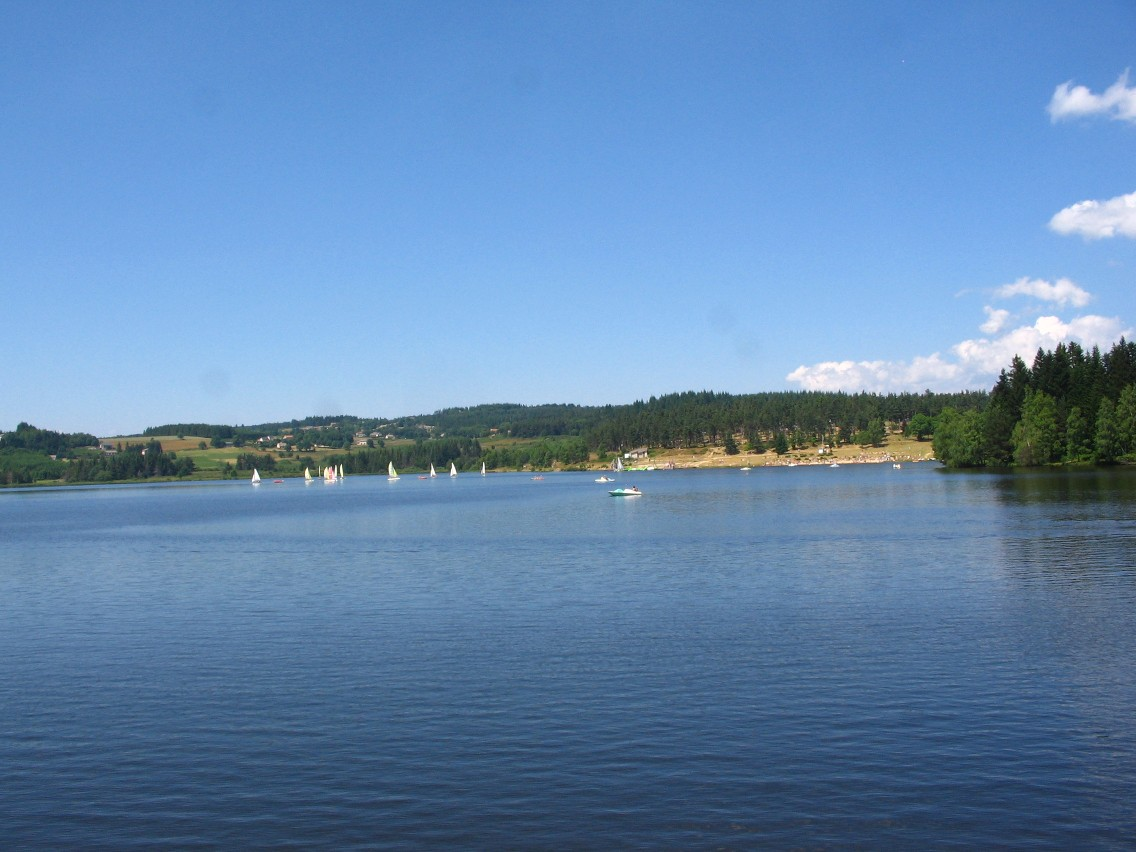
Navires sur le lac.

## Activités
- mini golf
- camping
- pêche (espace géré par la Fédération Française de Pêche[3]